# Transição de gênero
Transição de gênero é o processo pelo qual uma pessoa passa para adequar sua apresentação de gênero à sua identidade de gênero. Ela ocorre de maneira médica, podendo recorrer a tratamentos hormonais, cirúrgicos, fonoaudiológicos, entre outros, para paulatinamente transformar suas características primárias e secundárias nas do gênero desejado; e também de maneira social e civil, com mudança de nome, novo tratamento social de gênero por conhecidos e familiares e acompanhamento psicológico.
Algumas pessoas podem optar por uma transição neutra em gênero.

## Adequação
A transição médica de gênero costuma durar anos e é um processo dispendioso e árduo, mas que configura como única solução para a pessoa que necessita dela. No passado tentou-se fazer o contrário, através de terapia comportamental de conversão e hormonal, o que redundou em grandes insucessos. A maioria das pessoas transexuais e transgênero que se submetem a uma transição completa relata que finalmente encontrou alívio à angústia e disforia de gênero.
O processo não necessariamente culmina na cirurgia de redesignação sexual, já que esta dependerá das necessidades e vontade do paciente.
Para algumas pessoas, a transição pode ser social mas não corporal, como o caso de pessoas que se assumem trans e mudam de tratamento de gênero (como pronome pessoal ou de tratamento, nome social e linguagem ou gênero gramatical), ou que passam por mudanças vestuárias, de acessórios e penteado, sem passar por modificações corporais e de aspectos físicos.
A transição pode também ser jurídica, como por retificação de nome e marcação de gênero na certidão de nascimento e outros documentos.
Algumas pessoas não binárias, por vivenciarem disforia de gênero atípica, podem optar por uma transição alternativa, enquanto outras optam por nenhum tipo de transição ou por uma transição tradicional.
Estudos indicam que a transição de gênero para jovens trans melhora a saúde mental e previne riscos de suicídio e depressão, causando euforia de gênero para alguns.

## Método casulo
Atualmente, muitos médicos e terapeutas recomendam a transição paulatina, denominada método casulo, que designa uma transição de gênero a longo prazo e devagar, no qual o indivíduo ainda desempenha o papel social de gênero designado ao nascer, de maneira discreta, para que assim traumas psicológicos e físicos no convívio social sejam evitados ou abrandados.